# Столовая
Столо́вая — предприятие общественного питания. Общедоступные столовые обслуживают всех желающих во время работы заведения.
Все блюда в столовых готовят заранее, а не по индивидуальному заказу как в ресторане. Распространённой формой обслуживания посетителей является самообслуживание. Специализированные столовые открыты по месту учёбы, работы, службы, лечения или отдыха людей. Режим посещения столовых может быть свободным, либо установленным по расписанию, с возможностью сервировки столов на определённое количество человек.

## Как предприятиеобщепита
Столовые как места общественного питания могут представлять собой как самостоятельные предприятия, для которых общепит является по уставу основным направлением деятельности, так и подразделения, создаваемые внутри организационной структуры того или иного учреждения или предприятия (школа, завод, фабрика, НИИ и т. д.). Блюда в столовой выбираются из существующего на сегодня ассортимента из предложенных нескольких вариантов первых, вторых и третьих блюд (также обычно имеются дополнительные блюда/изделия — салаты, булочки и т. п.). Обычной формой обслуживания в столовых является самообслуживание либо кейтеринг. В качестве посуды в столовых ранее широко применялись унифицированные тарелки из небьющегося материала (алюминий, жесть), пригодные для автоматизированной мойки.
Помимо своей основной функции столовые также могут выполнять индивидуальные заказы на проведение в них различных торжественных мероприятий (банкетов, свадеб, юбилеев) принимая таким образом на себя отчасти функции ресторанов.
На ранних стадиях развития частного предпринимательства, при неразвитости системы государственного контроля за правовыми аспектами предпринимательской деятельности и рекламы некоторые кафе могли иметь вывески «столовых», фактически не являясь таковыми в контексте фактического состава их деятельности. Сейчас многие кафе (появившиеся в постсоветских странах в изобилии) зачастую берут на себя функции столовых (т. н. «комплексный обед» и т. п.).
Столовая как вид предприятий общественного питания, расположенных в местах общего пользования, а также на предприятиях, в организациях и учебных заведениях, характеризуется:
- единым меню на день (набор блюд меняется изо дня в день);
- приготовлением блюд в специально оборудованном помещении кухни (см. ГОСТ);
- массовым обслуживанием, ускоряемым за счёт живой очереди на получение блюд заказчиками, которые сами переносят их на подносе;
- предоплатой потребляемых блюд через кассу.

Вместе с тем столовые в санаториях и домах отдыха часто приближаются по организации обслуживания, а также классу посадочных мест к ресторанам. Там доставка пищи и уборка посуды может возлагаться на официантов. Иногда они осуществляют также и приём заказа в соответствии с назначенной диетой (т. н. больничный стол, диета), однако взаиморасчёты наличными с этих столовых исключены в силу того, что питание входит в оплату путёвки.
Обычно время работы столовых ограничено и определяется графиком работы (и временем приёма пищи) предприятий и учреждений, на территории которых они расположены. Вне часов обеденного перерыва этих предприятий/учреждений их столовые обслуживают и граждан со стороны.

## Разновидности
По ассортименту реализуемых блюд столовые разделяются на:
- общего типа;
- диетические[1];

По обслуживаемому контингенту подразделяются на :
- Школьные
- Студенческие
- Воинские (в военных частях)
- Промышленные (при предприятиях и учреждениях)
- Общественные

По давним традициям русской армии, перешедшим впоследствии и в Советскую армию, питание рядового состава осуществлялось «из одного котла». На практике, в войсковых частях послевоенного времени этот принцип реализовывался по отделениям: на каждый стол (обычно по 10 человек) дневальные доставляли из кухни котлы, а также чайники, из которых солдаты накладывали себе пищу и наливали чай самостоятельно. В конце XX века в российской армии в целях борьбы с дедовщиной в некоторых частях столовые были переоборудованы по «гражданскому» типу, то есть с индивидуальной раздачей в порядке живой очереди из кухни через барьер на подносы. По сравнению с вариантом, когда роты приходили к уже накрытым столам, это увеличило время приёма пищи подразделениями за счёт примыкающего к нему времени отдыха.

### Правовая основа
По требованию ст. 22-223 Трудового кодекса на работодателя вне зависимо от форм собственности возлагается обязанность в организации комнаты для приёма пищи (столовая или буфетная). Для медицинских учреждений, это требование также предписывает СанПиН 2.1.3.2630-10 «О санитарно-эпидемиологических требованиях к организациям, осуществляющим медицинскую деятельность». Пункт 2.52 СНиП 2.09.04-87 предписывает создание на территории организаций комнаты для приема пищи площадью не менее 12 м². При этом возможность для организации помещения для приема пищи предусмотрена только при количестве работающих в одну смену не более 30 человек, а при большем количестве работников необходимо наличие столовой. При числе работающих до 10 чел в смену, предусматривается создание дополнительного места площадью 6 м² для установки стола для приема пищи.